# Ministero dell'agricoltura e dello sviluppo rurale (Romania)
Il Ministero dell'agricoltura e dello sviluppo rurale (in romeno Ministerul Agriculturii și Dezvoltării Rurale,  MADR) è un dicastero del governo rumeno.
È responsabile dello sviluppo, dell'attuazione e del monitoraggio delle politiche e strategie nei settori dell'agricoltura, della gestione forestale sostenibile e dello sviluppo rurale, al fine di garantire la modernizzazione e lo sviluppo delle attività settoriali e garantire la trasparenza e l'efficienza nell'utilizzo dei fondi.
La sede del Ministero dell'agricoltura e dello sviluppo rurale si trova presso il Palazzo del Ministero dell'agricoltura, opera dell'architetto Louis Blanc, nel settore 3 di Bucarest nella Bulvardul Carol I.
L'attuale ministro delle politiche agricole è Petre Daea (PSD).

## Organizzazione
Agenzie subordinate al Ministero dell'agricoltura e dello sviluppo rurale:
- Agenzia per i pagamenti e gli interventi in agricoltura (APIA)
- Agenzia nazionale per la consulenza agricola (ANCA)
- Agenzia statale per i monopili (ADS)
- Amministrazione nazionale per i miglioramenti del territorio (ANIF)
- Direzione nazionale delle foreste Romsilva (RNP)
- Istituto di biorisorse alimentari (IBA)
- Istituto statale per l'esame e la registrazione delle varietà (ISTIS)
- Ispettorato nazionale per la qualità delle sementi (INCS)
- Agenzia nazionale per il miglioramento e la riproduzione nella zootecnia (ANARZ)
- Autorità ippica nazionale (AHN)
- Agenzia nazionale per la pesca e l'acquacoltura (ANPA)
- Ufficio nazionale della vite e del vino (ONVV)
- Ufficio nazionale delle denominazioni di origine dei vini (ONDOV)
- Rete nazionale di sviluppo rurale (RNDR)
- Agenzia per il finanziamento degli investimenti rurali (AFIR), già Agenzia per i pagamenti, per lo sviluppo rurale e la pesca (APDRP)[1]